# Mary Wacera Ngugi
Pour les articles homonymes, voir Wacera.
Mary Wacera Ngugi, née le 17 décembre 1988, est une athlète kényane.

## Carrière
Mary Ngugi est médaillée de bronze du 5 000 mètres aux Championnats du monde juniors d'athlétisme 2006 à Pékin et médaillée d'or de la même épreuve aux Championnats d'Afrique juniors d'athlétisme 2007 à Ouagadougou
Elle est médaillée d'argent en individuel et médaillée d'or par équipes aux Championnats du monde de semi-marathon 2014 à Copenhague.
Elle est médaillée de bronze en individuel et médaillée d'or par équipes aux Championnats du monde de semi-marathon 2016 à Cardiff.
Elle remporte le semi-marathon de Houston en 2016.
Elle remporte le World's Best 10K en 2014, 2016 et 2017.
Elle termine 10e du marathon de New York 2019, 7e du marathon de Boston 2019, 2e du marathon de Boston 2021 (en), 7e du marathon de Londres 2022 (en), 3e du marathon de Boston 2022 (en) et 9e du marathon de Boston 2023 (en).

## Vie privée
Elle est la veuve de l'athlète Samuel Wanjiru, qu'elle avait épousé en décembre 2009.